# 秘魯東部山脈
14°00′S 71°00′W / 14.000°S 71.000°W
秘魯東部山脈（西班牙語：Cordillera Oriental），是秘魯的山脈，屬於安地斯山脈的一部分，最高點海拔高度6,372米，下分韋爾卡努塔山脈、烏魯潘帕山脈、阿波洛班巴山脈、卡利亞瓦亞山脈和維爾卡潘帕山脈等。